# Łzawnik drobnoowocnikowy
Łzawnik drobnoowocnikowy (Dacrymyces minor Peck.) – gatunek grzybów z rodziny łzawnikowatych (Dacrymycetaceae).

## Systematyka i nazewnictwo
Pozycja w klasyfikacji według Index Fungorum: Dacrymyces, Dacrymycetaceae, Dacrymycetales, Incertae sedis, Dacrymycetes, Agaricomycotina, Basidiomycota, Fungi.
Po raz pierwszy opisał go w 1878 r. Charles Horton Peck. Synonimy:
- Dacrymyces deliquescens var. fagicola Bourdot & Galzin 1928
- Dacrymyces deliquescens var. minor (Peck) L.L. Kenn. 1959
- Dacrymyces fagicola (Bourdot & Galzin) Pilát 1940[2].

Nazwę polską nadali Barbara Gumińska i Władysław Wojewoda w 1983 r.

## Morfologia
Owocnik
Średnica 0,5–2,5 mm, kształt mniej więcej poduszeczkowaty. Powierzchnia żółta do pomarańczowożółtej, naga. Miąższ galaretowaty, bez zapachu.
Cechy mikroskopowe
Zarodniki 10–15 × 5–7 µm, kiełbaskowate z gładkim wierzchołkiem, w KOH szkliste, z dużą ilością kropelek oleju, w stanie dojrzałym z 1–3 septami. Probazydia mniej więcej maczugowate. Na dojrzałych podstawkach rozwijają się dwie krótkie, przysadziste wypustki wierzchołkowe, które w końcu stają się sterygmami. Podstawki dojrzałe mają kształt litery Y. Strzępki w kontekście o szerokości 1,5–3 µm; gładkie, w KOH szkliste. Sprzążek nie znaleziono.
Gatunki podobne
Podobny jest łzawnik rozciekliwy (Dacrymyces stillatus), ale jest większy; w stanie dojrzałym ma średnicę 2–10 mm. Cechy mikroskopowe nie są wystarczające do odróżnienia tych gatunków, wielkość owocników wydaje się jedyną cechą umożliwiającą ich rozróżnienie.

## Występowanie
Łzawnik drobnoowocnikowy występuje w Ameryce Północnej i Południowej, Europie, Azji i na Nowej Zelandii. Najwięcej stanowisk podano w Europie. W Polsce W. Wojewoda w 2003 r. przytoczył 10 stanowisk z uwagą, że jego rozprzestrzenienie w Polsce i stopień zagrożenia nie są znane. Bardziej aktualne stanowiska podaje internetowy atlas grzybów. Znajduje się w nim na liście gatunków zagrożonych i wartych objęcia ochroną.
Grzyb nadrzewny, saprotrof. Występuje w lasach na martwym drewnie; na pniakach, na leżących na ziemi pniach i konarach drzew i krzewów. W Polsce notowany na grabach, leszczynie, bukach, dębach, a także na drewnianej belce mostu (wykonanej prawdopodobnie ze świerka pospolitego). Owocniki pojawiają się przez cały rok.